# Zhemgang
Zhemgang è un centro abitato del Bhutan, situato nel distretto di Zhemgang.